# Avepoda
De Avepoda zijn een groep dinosauriërs, behorend tot de Theropoda.
In 1988 suggereerde Gregory S. Paul dat de term Theropoda, die door Othniel Charles Marsh min of meer bedoeld was de betekenis "zoogdiervoeten" te hebben, beter vervangen zou kunnen worden door "Avepoda", "vogelvoeten". Hij stelde het echter niet formeel voor als vervangende naam. In 2002 echter definieerde hij een klade Avepoda als de groep die de Neotheropoda bevatte en verder vormen, of afstammelingen daarvan, met een eerste middenvoetsbeen dat de enkel niet raakt. De implicatie was dat als er soorten zouden bestaan die dit kenmerk apart van de Neotheropoda zouden hebben ontwikkeld, zodat het er niet homoloog aan zou zijn, ze niet tot de groep zouden behoren.
Het begrip wordt weinig gebruikt daar het bijna samenvalt met Neotheropoda sensu Sereno en kladen die gebaseerd zijn op het bezit van een apomorfie wegens hun inherente vaagheid impopulair zijn. Wel is het erg waarschijnlijk dat er nog wat basalere vormen bijhoren. Mogelijke kandidaten zijn Procompsognathus en Liliensternus. Daarentegen is het ook mogelijk dat de Avepoda juist een nauwere groep vormen dan de Neotheropoda als Tawa, met vier aan de enkel verbonden metatarsalia, een coelophysoïde mocht blijken te zijn.